# كايران
كايران هي بلدة في مقاطعة أنغور في ولاية صرخنداريا في أوزبكستان.